# 第10後方支援連隊
第10後方支援連隊（だいじゅうこうほうしえんれんたい、JGSDF 10th Logistic Support Regiment）は、愛知県春日井市の春日井駐屯地に連隊本部が駐屯する第10師団隷下の後方支援部隊である。

## 概要
東海・北陸6県に所在する第10師団隷下部隊への兵站（整備・補給・輸送）・衛生支援を任務とし、連隊本部および本部付隊・第1整備大隊・第2整備大隊・補給隊・輸送隊・衛生隊により編成されている。
連隊長は、1等陸佐（二）が充てられ、連隊本部をはじめとする主力は春日井駐屯地に駐屯し、第2整備大隊等の一部を第10師団管内の守山・金沢・久居・豊川の4個駐屯地に配置している。

## 沿革
- 1991年（平成03年）3月29日：第10後方支援連隊が守山駐屯地において編成完結。武器隊および輸送隊は春日井駐屯地に配置。
- 1995年（平成07年）1月：阪神・淡路大震災発生により、災害派遣で出動。
- 1996年（平成08年）3月29日：部隊改編。

1. 師団司令部第4部長職が専任化され、連隊長との兼補が解除。
2. 武器隊が武器大隊に改編。

- 2004年（平成16年）3月29日：第10師団の戦略機動師団への改編に伴う部隊改編。

1. 後方支援体制の変換により武器大隊に師団隷下の諸部隊の整備部門を整理し、第1整備大隊、第2整備大隊に再編。
2. 連隊本部、本部付隊、補給隊、衛生隊が守山駐屯地から春日井駐屯地へ移駐。第10施設大隊長に代わり、連隊長が春日井駐屯地司令となる。

- 2013年（平成25年）3月26日：第10戦車大隊の改編[3]に伴い、第2整備大隊戦車直接支援中隊（今津駐屯地）[4]を戦車直接支援隊に縮小改編。
- 2014年（平成26年）3月26日：第2整備大隊第4普通科直接支援中隊（豊川駐屯地）が中部方面後方支援隊第306普通科直接支援中隊（第49普通科連隊を支援）に改編。
- 2024年（令和06年）
  - 3月20日：第2整備大隊特科直接支援中隊（豊川駐屯地）、戦車直接支援隊（今津駐屯地）、偵察直接支援小隊（春日井駐屯地）が廃止。
  - 3月21日：第2整備大隊偵察戦闘直接支援隊（第10偵察戦闘大隊を支援）が豊川駐屯地に新編。

## 部隊編成・駐屯地
編成（任務）
- 第10後方支援連隊本部
- 第10後方支援連隊本部付隊「10後支-本」
  - 付隊本部
  - 連隊本部班
  - 通信小隊
- 第1整備大隊
  - 第1整備大隊本部
  - 第1整備大隊本部付隊「10後支-1整-本」
  - 火器車両整備中隊「10後支-1整-火車」
  - 施設整備隊「10後支-1整-施」：第10施設大隊等を支援
  - 通信電子整備隊「10後支-1整-通」（守山駐屯地）：第10通信大隊等を支援
  - 工作回収小隊
- 第2整備大隊
  - 第2整備大隊本部
  - 第2整備大隊本部付隊「10後支-2整-本」
  - 第1普通科直接支援中隊「10後支-2整-1」（金沢駐屯地）：第14普通科連隊を支援
  - 第2普通科直接支援中隊「10後支-2整-2」（久居駐屯地）：第33普通科連隊を支援
  - 第3普通科直接支援中隊「10後支-2整-3」（守山駐屯地）：第35普通科連隊を支援
  - 偵察戦闘直接支援隊「10後支-2整-偵戦」（豊川駐屯地）：第10偵察戦闘大隊を支援
  - 高射直接支援隊「10後支-2整-高」（豊川駐屯地）：第10高射特科大隊を支援
- 補給隊「10後支-補」
  - 補給隊本部
  - 補給隊本部付隊
  - 需品補給小隊
  - 部品補給小隊
  - 業務小隊
- 輸送隊「10後支-輸」
  - 輸送隊本部
  - 管理班
  - 輸送小隊（Ａ）
  - 輸送小隊（Ｂ）
- 衛生隊「10後支-衛」
  - 衛生隊本部
  - 治療隊
  - 救急車小隊

駐屯地
- 春日井駐屯地
  - 第10後方支援連隊本部
  - 本部付隊
  - 第1整備大隊
  - 第2整備大隊（本部付隊等）
  - 補給隊
  - 輸送隊
  - 衛生隊
- 守山駐屯地
  - 第1整備大隊
    - 通信電子整備隊

  - 第2整備大隊
    - 第3普通科直接支援中隊
- 金沢駐屯地
  - 第2整備大隊
    - 第1普通科直接支援中隊
- 久居駐屯地
  - 第2整備大隊
    - 第2普通科直接支援中隊
- 豊川駐屯地
  - 第2整備大隊
    - 偵察戦闘直接支援隊
    - 高射直接支援隊

## 主要幹部
| 官職名                                 | 階級    | 氏名       | 補職発令日     | 前職                                            |
| -------------------------------------- | ------- | ---------- | -------------- | ----------------------------------------------- |
| 第10後方支援連隊長 兼 春日井駐屯地司令 | 1等陸佐 | 荒川ゆかり | 2024年04月01日 | 陸上幕僚監部装備計画部装備計画課 需品室総括班長 |

| 代 | 氏名       | 在職期間                        | 前職                                            | 後職                                    |
| -- | ---------- | ------------------------------- | ----------------------------------------------- | --------------------------------------- |
| 01 | 深津俊     | 1991年03月29日 - 1993年03月31日 | 第10師団司令部第4部長                           | 中部方面総監部装備部長                  |
| 02 | 新倉修     | 1993年04月01日 - 1995年03月27日 | 陸上幕僚監部装備部需品課 総括班長               | 陸上自衛隊需品補給処補給部長            |
| 03 | 木船久幸   | 1995年03月28日 - 1997年12月07日 | 第3陸曹教育隊長                                 | 陸上自衛隊幹部学校主任研究開発官        |
| 04 | 高橋裕     | 1997年12月08日 - 1999年07月31日 | 陸上幕僚監部装備部開発課総括班長                | 陸上幕僚監部装備部武器・化学課 化学室長 |
| 05 | 山田忠     | 1999年08月01日 - 2001年07月31日 | 陸上自衛隊幹部学校研究員                        | 防衛大学校教授                          |
| 06 | 音地龍夫   | 2001年08月01日 - 2003年06月30日 | 陸上自衛隊化学学校教育部長                      | 陸上自衛隊化学学校副校長 兼 企画室長    |
| 07 | 中野成典   | 2003年07月01日 - 2004年11月30日 | 陸上幕僚監部防衛部研究課勤務                    | 陸上幕僚監部監理部総務課勤務            |
| 08 | 神原誠司   | 2004年12月01日 - 2006年03月26日 | 統合幕僚会議事務局第4幕僚室 年度班長            | 陸上自衛隊補給統制本部需品部長          |
| 09 | 上野榮     | 2006年03月27日 - 2008年03月25日 | 陸上自衛隊化学学校研究部長                      | 陸上自衛隊化学学校総務部長              |
| 10 | 間瀬元康   | 2008年03月26日 - 2009年11月30日 | 陸上自衛隊研究本部研究員                        | 陸上自衛隊関東補給処装備計画部長        |
| 11 | 眞弓康次   | 2009年12月01日 - 2011年04月26日 | 陸上自衛隊幹部学校学校教官                      | 西部方面総監部人事部長                  |
| 12 | 鈴木正大   | 2011年04月27日 - 2013年08月21日 | 陸上幕僚監部装備部開発課 開発第3班長            | 陸上自衛隊関東補給処装備計画部長        |
| 13 | 柿野正和   | 2013年08月22日 - 2014年12月18日 | 陸上幕僚監部防衛部防衛課 防衛調整官             | 陸上幕僚監部監理部総務課長              |
| 14 | 星指吉見   | 2014年12月19日 - 2016年06月30日 | 陸上幕僚監部装備部武器・化学課 総括班長         | 防衛装備庁調達事業部武器調達官          |
| 15 | 河合寿士   | 2016年07月01日 - 2018年03月22日 | 陸上幕僚監部装備計画部装備計画課 補給管理班長   | 陸上自衛隊補給統制本部火器車両部長      |
| 16 | 齋藤剛     | 2018年03月23日 - 2020年07月31日 | 陸上幕僚監部装備計画部装備計画課                | 陸上自衛隊需品学校教育部長              |
| 17 | 古賀信之   | 2020年08月01日 - 2023年03月12日 | 統合幕僚監部首席後方補給官付 後方補給室         | 陸上自衛隊補給統制本部誘導武器部長      |
| 18 | 鈴木裕之   | 2023年03月13日 - 2024年03月31日 | 陸上幕僚監部衛生部企画室勤務                    | 陸上幕僚監部衛生部企画室長              |
| 19 | 荒川ゆかり | 2024年04月01日 -                | 陸上幕僚監部装備計画部装備計画課 需品室総括班長 |                                         |

## 主要装備
- 1/2tトラック / 73式小型トラック
- 1 1/2tトラック / 73式中型トラック
- 3 1/2tトラック / 73式大型トラック
- 7tトラック / 74式特大型トラック
- 重レッカ
- 73式特大型セミトレーラ
- 中型セミトレーラ
- 重装輪回収車
- 3トン半水タンク車
- 3トン半燃料タンク車
- 3トン半航空用燃料タンク車
- 野外支援車
- 野外炊具
- 野外洗濯セット2型
- 野外入浴セット2型
- 浄水セット（車載型）
- 野外手術システム
- 1トン半救急車
- 89式5.56mm小銃
- 9mm拳銃
- 12.7mm重機関銃M2
- 91式携帯地対空誘導弾

## 廃止（改編）部隊
- 1996年（平成08年）3月28日廃止
  - 武器隊「10後支-武」（春日井駐屯地）：武器大隊に改編。
- 2004年（平成16年）3月28日廃止
  - 武器大隊「10後支-武」（春日井駐屯地）：第1整備大隊、第2整備大隊に再編。
- 2013年（平成25年）3月25日廃止
  - 第2整備大隊戦車直接支援中隊「10後支-2整-戦」（今津駐屯地）第10戦車大隊を支援：第2整備大隊戦車直接支援隊に縮小改編。
- 2014年（平成26年）3月25日廃止
  - 第2整備大隊第4普通科直接支援中隊「10後支-2整-4」（豊川駐屯地）第49普通科連隊を支援：中部方面後方支援隊第306普通科直接支援中隊に改編。
- 2024年（令和06年）3月20日廃止
  - 第2整備大隊特科直接支援中隊「10後支-2整-特」（豊川駐屯地）第10特科連隊を支線：中部方面後方支援隊第308特科直接支援中隊第2直接支援小隊に改編。
  - 第2整備大隊戦車直接支援隊「10後支-2整-戦」（今津駐屯地）第10戦車大隊を支援：第2整備大隊偵察戦闘直接支援隊に改編。
  - 第2整備大隊偵察直接支援小隊「10後支-2整-偵」（春日井駐屯地）第10偵察隊を支援：第2整備大隊偵察戦闘直接支援隊に改編。